# Pharaxonotha kirschii
Pharaxonotha kirschii é uma espécie de insetos coleópteros polífagos pertencente à família Languriidae.
A autoridade científica da espécie é Reitter, tendo sido descrita no ano de 1875.
Trata-se de uma espécie presente no território português.